# Alexander Muñoz
Alexander Muñoz (* 8. Februar 1979 in Miranda, Venezuela) ist ein venezolanischer Boxer im Superfliegengewicht.

## Profikarriere
Am 9. März 2002 boxte er gegen Celes Kobayashi um den Weltmeistertitel des Verbandes WBA und siegte durch technischen K. o. in Runde 8. Diesen Titel verteidigte er insgesamt dreimal und verlor ihn im Dezember 2004 Martín Castillo nach Punkten.
Am 3. Mai 2007 eroberte er diesen Titel zum zweiten Mal, als er Nobuo Nashiro nach Punkten bezwang. Den Gürtel verteidigte er noch im selben Jahr gegen Kuniyuki Aizawa und im darauffolgenden Jahr gegen Katsushige Kawashima. Allerdings verlor er im darauffolgenden gegen Cristian Mijares auch den Titel.